# Oostenrijk op het Eurovisiesongfestival 1980
Oostenrijk nam deel aan het  Eurovisiesongfestival 1980, gehouden  in Den Haag, Nederland. Het was de 19de deelname van het land aan het festival.

## Selectieprocedure
De Oostenrijkse omroep koos ervoor om dit jaar opnieuw een interne selectie te organiseren om hun kandidaat aan te duiden voor het festival.
Uiteindelijk werd er gekozen voor Blue Danube met het lied Du bist Musik.

## In Jeruzalem
Op het festival in Jeruzalem moest Oostenrijk aantreden als 1ste, voor Turkije. Na het afsluiten van de stemmen bleek dat Oostenrijk op een 8ste plaats was geëindigd met 64 punten.
Van Nederland kreeg het 3 punten en van België 1 punt.

### Gekregen punten

#### Finale
| 12 punten              | 10 punten                                               | 8 punten                         | 7 punten | 6 punten                          |
| ---------------------- | ------------------------------------------------------- | -------------------------------- | -------- | --------------------------------- |
|                        | - Ierland                                               |                                  |          | - Noorwegen - Verenigd Koninkrijk |
| 5 punten               | 4 punten                                                | 3 punten                         | 2 punten | 1 punt                            |
| - Denemarken - Finland | - Duitsland - Frankrijk - Italië - Spanje - Zwitserland | - Marokko - Nederland - Portugal |          | - België - Griekenland - Zweden   |

### Punten gegeven door Oostenrijk

#### Finale
Punten gegeven in de finale:
| 12 punten | Nederland           |
| 10 punten | Ierland             |
| 8 punten  | Duitsland           |
| 7 punten  | Verenigd Koninkrijk |
| 6 punten  | Zwitserland         |
| 5 punten  | Griekenland         |
| 4 punten  | Spanje              |
| 3 punten  | Turkije             |
| 2 punten  | Italië              |
| 1 punt    | Luxemburg           |

1957 · 1958 · 1959 · 1960 · 1961 · 1962 · 1963 · 1964 · 1965 · 1966 · 1967 · 1968 · 1969-1970 · 1971 · 1972 · 1973-1975 · 1976 · 1977 · 1978 · 1979 · 1980 · 1981 · 1982 · 1983 · 1984 · 1985 · 1986 · 1987 · 1988 · 1989 · 1990 · 1991 · 1992 · 1993 · 1994 · 1995 · 1996 · 1997 · 1998 · 1999 · 2000 · 2001 · 2002 · 2003 · 2004 · 2005 · 2006 · 2007 · 2008-2010 · 2011 · 2012 · 2013 · 2014 · 2015 · 2016 · 2017 · 2018 · 2019 · 2020 · 2021 · 2022 · 2023 · 2024 · 2025